# Latrape
La Trapa (occità) o Latrape (francès) és un municipi francès al departament de l'Alta Garona, a la regió d'Occitània. Municipi situat a 45 km al sud de Tolosa i a 24 km al sud de Muret, a la zona de Volvestre.

## Urbanisme
A 1 de gener de 2024 Latrape es classificà com a municipi rural amb hàbitat molt dispers, segons la nova quadrícula de densitat municipal de set nivells definida per l'INSEE l'any 2022. Es troba fora d'una unitat urbana I. A més, el municipi forma part de la zona de captació de Tolosa, que agrupa 1.527 municipis, es classifica a la àrees de 700.000 habitants o més (llevat París).

## Ús del sòl

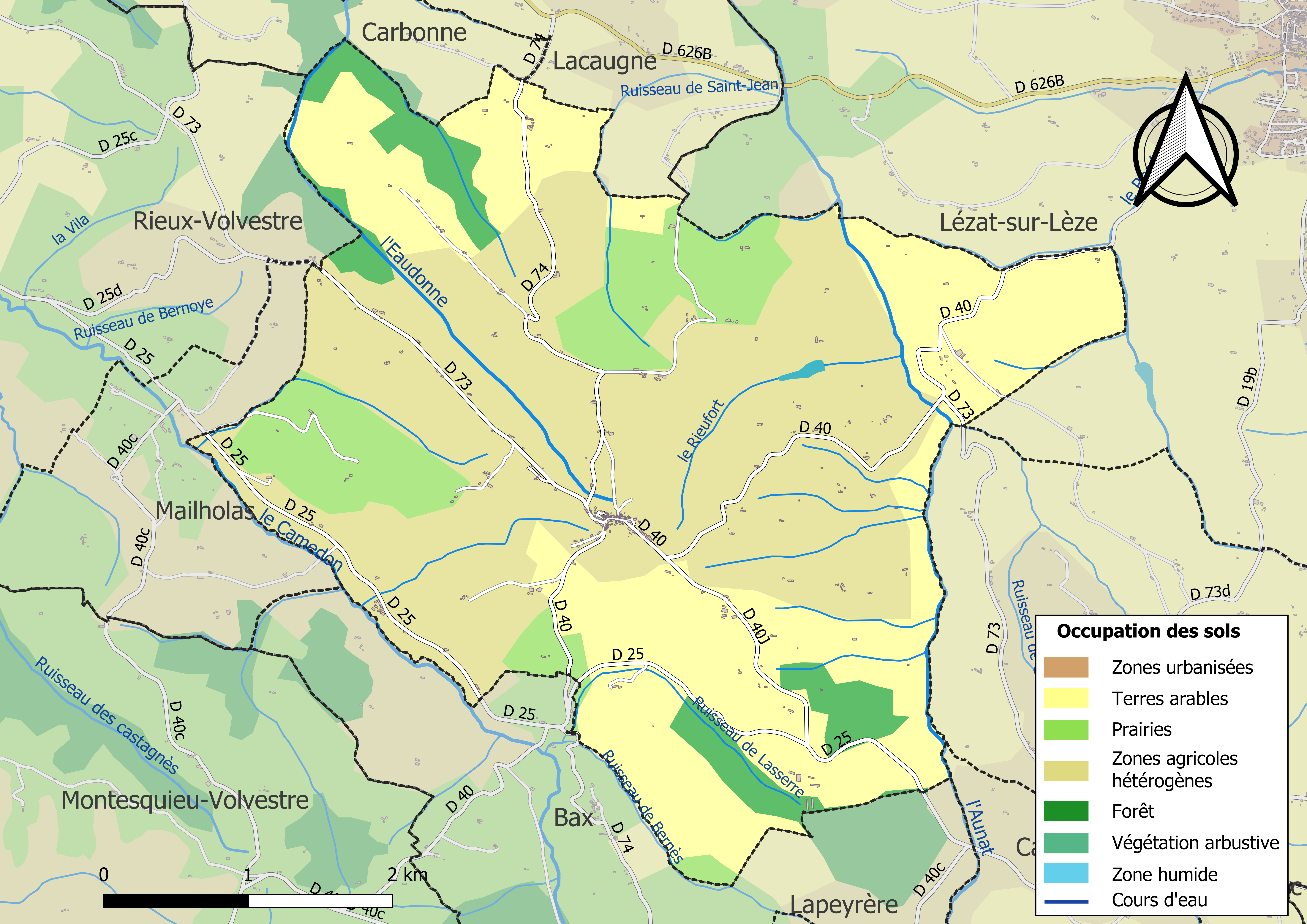
Mapa d'infraestructures i usos del sòl del municipi l'any 2018 (CORINE Land Cover).

L'ús del sòl del municipi, tal com es desprèn de la base de dades biofísica europea d'usos del sòl CORINE Land Cover (CLC), està marcat per la importància dels territoris agraris (93,9% el 2018), una proporció idèntica a la del 1990 (93,9%). La distribució detallada l'any 2018 és la següent: zones agrícoles heterogènies (47,9%), terres de conreu (34,5%), prats (11,5%), boscos (6,1%). L'evolució de l'ús del sòl del municipi i les seves infraestructures es pot observar en les diferents representacions cartogràfiques del terme: la carte de Cassini (segle XVIII), la carte d'état-major (1820-1866) i els mapes o fotografies aèries de l'IGN de l'època actual (des del 1950).

## Riscos naturals
El terme municipal de Latrape és vulnerable a diversos perills naturals: meteorologia (tempestes, tempestes elèctriques, neu, fred extrem, onada de calor o sequera), inundacions i terratrèmols (baixa sismicitat) Un lloc publicat pel Bureau de recherches géologiques et minières permet valorar de manera senzilla i ràpida els riscos d'un immoble situat ja sigui per la seva adreça o per la seva número de parcel·la.

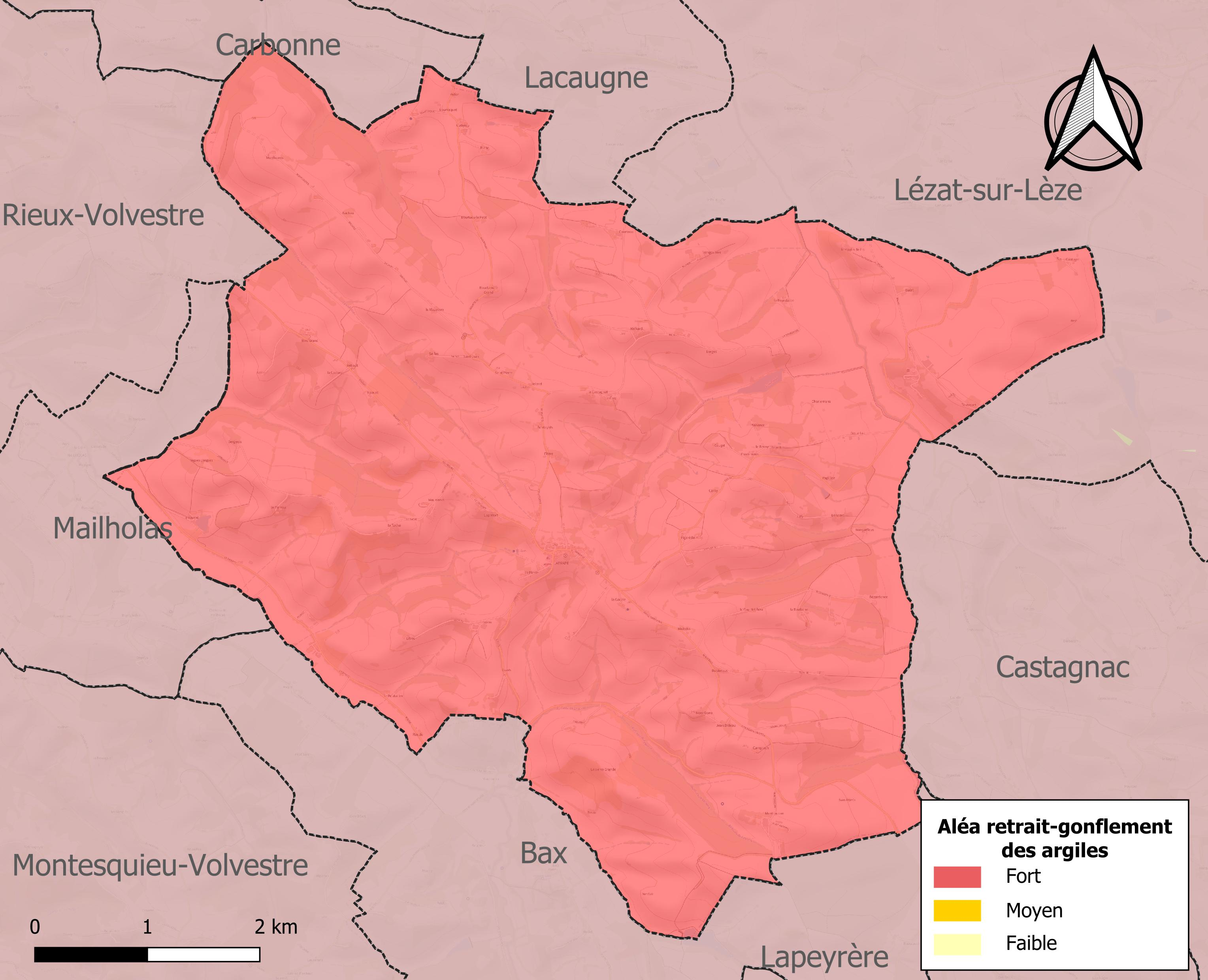
Mapa de zones de risc de contracció-inflació dels sòls argilosos de Latrape.

Certes parts del terme municipal poden veure's afectades pel risc d'inundació dels rius Eaudonne i Aunat. El municipi va ser reconegut en estat de desastre natural a causa dels danys causats per inundacions i colades de fang produïdes els anys 1982, 1999, 2000, 2007, 2009, 2010 i 2018.
La contracció-inflació dels sòls argilosos és probable que provoqui danys importants als edificis en cas d'alternança de períodes de sequera i pluja. Tot el municipi es troba en risc mitjà o alt (88,8% a nivell departamental i 48,5% a nivell nacional). Dels 193 edificis comptabilitzats al municipi l'any 2019, 193 es troben en perillositat mitjana o alta, és a dir, el 100%, enfront del 98% a nivell departamental i el 54% a nivell nacional. Un mapa de l'exposició del territori nacional a la contracció i la inflació dels sòls argilosos està disponible al lloc web del Bureau de recherches géologiques et minières.
A més, per entendre millor el risc d'enfonsament del terreny, l'inventari nacional de cavitats subterrànies permet localitzar les situades al municipi.
Pel que fa als moviments de terres, el municipi va ser reconegut en estat de desastre natural degut als danys causats per la sequera dels anys 1989, 2003 i 2017 i pels moviments de terres l'any 1999.